# Kastanienbraune Lothringer
Das Brun Marron de Lorraine oder Kastanienbraune Lothringer ist eine kleine Kaninchenrasse; ihr Gewicht beträgt etwa 2,2 bis 2,4 Kilogramm.

## Aussehen
Beim Kastanienbraunen Lothringer handelt es sich um ein wildfarbiges Tier, dessen Fell durch die Wirkung des Gelbverstärkers eine kastanienbraune Färbung erhält. Die dunklen Grannenhaare geben dem Fell eine flockige Schattierung. Der Bauch soll lohfarben bis strohgelb sein, wobei Loh die zu bevorzugende Farbe ist. 
Die Ohrenränder sind dunkel.
Die Erbformel kann wahrscheinlich mit
ABCDGy2.. (Deutsche Symbolik) bzw. ABCDE (Englische Symbolik)
angegeben werden.

## Geschichte der Rasse
Die Brun Marron de Lorraine stammen aus der Gegend von Thionville in Lothringen. Dort wurden sie von Carl Kauffmann, einem Schweizer Einwanderer, von 1921 bis 1924 in Vitry zu Ome entwickelt. Kauffmann verwendete zur Zucht seiner Tiere Lohkaninchen und graue „Feldkaninchen“. (Der Ausdruck „Feldkaninchen“ ist unklar, es geht aus der Literatur nicht eindeutig hervor, ob es sich um Wildkaninchen oder einen Schlag grauer Landkaninchen handelt). 1925 zeigte Kauffmann seine Tiere erstmals in Metz auf einer Ausstellung. Die Anerkennung als Rasse in Frankreich erfolgte 1932. Bei der Neuauflage des französischen Standards 1948 hielt man die Rasse schon für ausgestorben und strich sie daraufhin. Da in Metz doch noch einige Züchter wie Oscar Müller die Rasse züchteten, erfolgte 1958 die Wiederaufnahme in den Standard.
In Deutschland wurde die Rasse erstmals 1995 in Stuttgart durch die Zuchtgemeinschaft Ottman, Bad Zwischenahn gezeigt.
1998/1999 gelangte eine größere Gruppe der Kastanienbraunen Lothringer nach Deutschland, als die Züchterin Brunhilde Rieck aus Neustadt am Rübenberge Tiere aus Frankreich importierte. Die Anerkennung als Rasse erfolgte 2004.

## Ähnliche Rassen
Ähnliche Fellfarben zeigen das Hasenkaninchen in seinem ursprünglichen Farbschlag und das Deilenaar. Die Deilenaar sind etwas größer als der Kastanienbraune Lothringer und zeigen eine stärkere Wirkung des Gelbverstärkers (d. h. andere Mutationsstufe); Die Deckfarbe der Deilenaar soll rot- statt kastanienbraun sein. Gewisse Unterschiede bestehen offenbar auch in Struktur und Länge des Fells.
Als „Lothringer“ (Lotharinger) werden im Niederländischen Standard die Riesenschecken (Groot Lotharinger) und die Kleinschecken (Klein Lotharinger) bezeichnet.